# Born of the Flickering
Born of the Flickering je debutní studiové album norské black metalové skupiny Old Man's Child z roku 1996. Bylo nahráno v listopadu a prosinci 1995 v norském Studiu 3. V roce 1996 vyšlo v reedici s odlišným obalem u firmy Century Media Records.

## Seznam skladeb
1. "Demons of the Thorncastle" – 4:47
2. "Swallowed by a Buried One" – 4:51
3. "Born of the Flickering" – 5:05
4. "King of the Dark Ages" – 5:27
5. "Wounds from the Night of Magic" – 3:28
6. "On Through the Desert Storm" – 4:20
7. "Christian Death" – 4:55
8. "Funeral, Swords and Souls" – 4:56
9. "The Last Chapter" – 4:42
10. "...Leads to Utopia/The Old Man's Dream" – 8:44

## Sestava
- Galder – vokály, kytary, syntezátor
- Jardar – kytara
- Tjodalv – bicí
- Frode "Gonde" Forsmo – baskytara
- Aldrahn – vokály